# Hyperolius friedemanni
Hyperolius friedemanni é uma espécie de anfíbio anuro da família Hyperoliidae. Está presente no Malawi. A UICN classificou-a como deficiente de dados.